# راي أبرامز
راي أبرامز (بالإنجليزية: Ray Abrams)‏ هو رسام رسوم متحركة ومنتج أفلام ومخرج أمريكي، ولد في 19 أبريل 1906 في سولت ليك في الولايات المتحدة، وتوفي في 4 يونيو 1981 في لوس أنجلوس في الولايات المتحدة.

## وصلات خارجية
- راي أبرامز على موقع IMDb (الإنجليزية)
- راي أبرامز على موقع قاعدة بيانات الفيلم (الإنجليزية)